# Anđelko Akrap
Anđelko Akrap (Bisko kod Trilja, 1954.) hrvatski je demograf i akademik.

## Životopis
Godine 1979. diplomirao je ekonomiju na Ekonomskom fakultetu u Zagrebu, a 1997. je i doktorirao na istom fakultetu. Od 1997. godine zaposlen je na Ekonomskom fakultetu na Katedri za demografiju te je član raznih domaćih i stranih stručnih organizacija.Za redovitog člana HAZU izabran je 2020., a od 2018. je bio član suradnik.

## Nagrade[2]
- 2006. – Nagrada Mijo Miratović za znanstveni rad koji predstavlja izniman znanstveni doprinos
- 2007. – Državna nagrada za znanost u području društvenih znanosti za znanstveno djelo za 2006. godinu
- 2011. – Nagrada "Mijo Mirković" za rad monografskog sadržaja

## Vanjske poveznice
- Osobna stranica na stanicama HAZU-a